# Sain-Bel
Sain-Bel este o comună în departamentul Rhône din sud-estul Franței. În 2009 avea o populație de 2.235 de locuitori.

## Evoluția populației
| An        | 1975  | 1982  | 1990  | 1999  | 2006  | 2009  |
| --------- | ----- | ----- | ----- | ----- | ----- | ----- |
| Populație | 1.605 | 1.761 | 1.892 | 1.919 | 2.148 | 2.235 |